# 플레이스테이션 나우
플레이스테이션 나우(PlayStation Now, PS Now)는 소니 인터랙티브 엔터테인먼트가 개발한 클라우드 게임 구독 서비스이다. 이 서비스를 통해 플레이스테이션 4, 플레이스테이션 5, PC를 보유한 구독자들에게 플레이스테이션 2, 플레이스테이션 3, 플레이스테이션 4 게임을 스트리밍할 수 있다. 플레이스테이션 2와 플레이스테이션 4 게임들은 플레이스테이션 4와 플레이스테이션 5에 로컬로 플레이하기 위해 다운로드가 가능하다.
플레이스테이션이 아닌 장치들은 서비스 이용을 위해 듀얼쇼크 3, 4, 듀얼센스, 또는 XInput 호환 컨트롤러(예: 엑스박스 게임패드)가 필요하다. 구독자가 자신의 게임들을 스트리밍하려면 소니는 플레이어가 양호한 성능을 내기 위해 최소 5Mbps의 인터넷 접속을 유지할 것을 권고한다.

## 역사
플레이스테이션 나우는 2014년 1월 7일 2014 소비자 가전 전시회(CES)에서 발표되었다. CES에서 소니는 더 라스트 오브 어스, 갓 오브 워: 어센션, 퍼펫티어, 비욘드: 투 소울즈의 시연을 브라비아 TV와 플레이스테이션 비타의 PS 나우를 통해 보여주었다. 클로즈드 베타는 미국에서 PS3와 함께 1월 28일 시작되었으며 5월 19일 PS4로 확대되었다.
서비스 구현을 위해 소니는 소프트웨어 에뮬레이션과는 반대로 8개의 PS3 콘솔 유닛에 비견되는 하나의 메인보드를 하나의 서버 랙에 구축하여 게임들이 기능할 수 있게 했으며 이는 구조적한 복잡성 때문이다.
플레이스테이션 나우는 2014년 7월 31일 PS4 기준 미국과 캐나다에서 오픈 베타로 출시되었으며 PS3의 경우 2014년 9월 18일, PS 비타와 PS TV 기준으로는 2014년 10월 14일 출시되었고 그 해 나중에 출시되는 선별된 2014년형 브라비아 TV 지원이 추가되었다. 게임스컴 2014에서 SCE는 PS 나우가 2015년 유럽에 출시될 것이라 발표되었으며 영국이 서비스 접근이 가능한 최초의 유럽 국가가 될 것이라고 하였다. 2014년 12월 24일, 소니는 플레이스테이션 나우가 다른 전자 브랜드로 확대될 것이라 발표하였다.
CES 2015에서 소니는 플레이스테이션 나우가 PS4에서 2015년 1월 13일 완전한 상태로 북아메리카에 출시될 것이라고 발표했다. 2015년 3월 7일, 플레이스테이션 나우는 유럽에서 접근이 가능하게 되었다. 유럽의 공식 베타 초대는 2015년 4월 15일 PS4 소유자들에게 들어가기 시작했다.
2017년 2월 17일, 소니는 2017년 8월 15일에 플레이스테이션 3, 플레이스테이션 비타, 플레이스테이션 TV, 소니 브라비아 텔레비전(2013-15 사이 모델), 소니 블루레이 플레이어, 모든 삼성 텔레비전에서의 플레이스테이션 나우를 중단할 것이라고 발표했다.
2018년 9월 20일, 소니는 플레이스테이션 4 사용자들이 서비스를 통해 제공되는 플레이스테이션 2 및 플레이스테이션 4 게임들을 다운로드할 수 있게 될 것이라 발표했으며, 이는 소니가 점진적으로 새로운 기능들을 구독자들에게 제공하는 것의 일환이다.
2019년 1월 23일, 소니는 그해 나중에 이 서비스가 스페인, 이탈리아, 포르투갈, 노르웨이, 덴마크, 핀란드, 스웨덴에 시작할 것이라고 발표하였다. 이 국가들의 베타 서비스는 2월 초에 시작되었으며 온전한 서비스는 2019년 3월 12일 시작되었다.
2021년 4월 22일, 소니는 1080p 스트리밍 지원이 4월 22일이 속하는 주 기간에 시작될 것이라고 발표하였다.

## 이용 가능
플레이스테이션 나우는 유럽(오스트리아, 벨기에, 덴마크, 핀란드, 프랑스, 독일, 아일랜드, 이탈리아, 룩셈부르크, 네덜란드, 노르웨이, 포르투갈, 스페인, 스웨덴, 스위스, 영국), 북아메리카(캐나다, 미국), 일본에서 이용이 가능하다.